# 송구영
송구영(1966년 - )은 대한민국의 기업인이다.

## 학력
- 대전고등학교
- 연세대학교 경영학과 학사
- 연세대학교 대학원 석사과정 수료 (경영학전공)

## 경력
- LG유플러스 PM사업본부 경남영업담당 상무
- LG유플러스 MS본부 영업전략단 단장
- LG유플러스 홈/미디어부문 부문장
- LG유플러스 인수추진단 단장
- LG헬로비전 대표이사 사장